# Architectonicoidea
Super-famille
Les Architectonicoidea constituent une super-famille de mollusques de la classe des gastéropodes, à la position taxinomique encore incertaine.

## Liste des genres
Selon World Register of Marine Species (26 mars 2016) :
- famille Amphitomariidae Bandel, 1994 †
- famille Architectonicidae Gray, 1850
- famille Cassianaxidae Bandel, 1996 †